# سیارک ۳۱۱۶
سیارک ۳۱۱۶ (به انگلیسی: 3116 Goodricke، نامگذاری:1983CF) سه هزار و صد و شانزدهمین سیارک کشف شده‌است که در ۱۱ فوریه ۱۹۸۳ کشف شد.
قدر مطلق سیارک برابر ۱۲٫۵۰ است.